# Lokomotiva řad 37–39 StEG
Parní lokomotivy společné konstrukce řad 37, 38 a 39 Společnosti státní dráhy pro rychlé nákladní a osobní vlaky byly vyrobeny v letech 1899 až 1909 lokomotivkou StEG ve Vídni v celkovém počtu 130 strojů. U c.k. rakouských státních drah obsadily řady 560, 660, 760 a 228, u ČSD po roce 1925 řady 344.3, 334.2, 334.4, 344.2, 344.1 a 344.0. Část československých strojů byla modernizována a v provozu vydržela až do poloviny 60. let 20. století.

## Vznik
Rakouská Společnost státní dráhy (StEG) přistoupila na sklonku 19. století k obnově svého lokomotivního parku. Kromě nedostatku vhodných hnacích vozidel tím řešila jak zvýšení rychlosti a přepravované zátěže, tak i úspornost a unifikaci. Pro vedení rychlých nákladních a osobních vlaků měla záměr naplnit „univerzální lokomotiva širšího využití“ kterou vyprojektovala lokomotivka StEG v roce 1899 pod vedením konstruktéra Ernsta Beutela. Lokomotivy pak byly dodávány v několika variantách až do postátnění Společnosti v roce 1909, když se u nich hledala nejvýhodnější varianta pohonu a konstrukce byla průběžně vylepšována. Nakonec tak bylo vyrobeno 130 strojů. 

## Výroba a technické provedení
Výchozí konstrukce představovala tříspřežní lokomotivu s uspořádáním pojezdu 1’C, vpředu s Adamsovým běhounem bez vratného ústrojí. Všechny nápravy byly odpružené listovými pružnicemi a provahadlovány. Na svou dobu mohutný kotel měl měděné topeniště s děleným roštem. Popelník nad zadní spřaženou nápravou byl v sedlovém provedení. Dva parojemy spojené trubkou seděly na válcovém kotli, na zadním byl výronek s pérovovými pojistnými ventily, v předním šoupátkový regulátor. Prüssmannův komín měl uzavírací klapku. Armaturní výbavu tvořily mj. dva nesací napájecí injektory Friedman SZ9, redukční ventil parního topení, ejektor parní brzdy, parní píšťala, pomocná dmychavka tahu. Standardní už byl rychloměr Haushälter. V polouzavřené budce byl i Nathanův lubrikátor pro mazání parního stroje. Ochozy podél kotle byly v úrovni podlahy budky, jimi procházející spřažená kola byla kryta blatníky. Pískování bylo jednostranné jen pro jízdu vpřed, poměrně malé písečníky byly umístěny na ochozech před prvním spřaženým dvojkolím. Brzda byla jednoduchá sací (vakuová) pro stroj, tendr a vlak, na lokomotivě byly jednostranně obržděny první dvě spřažené nápravy. Tendr měl i vlastní ruční brzdu.

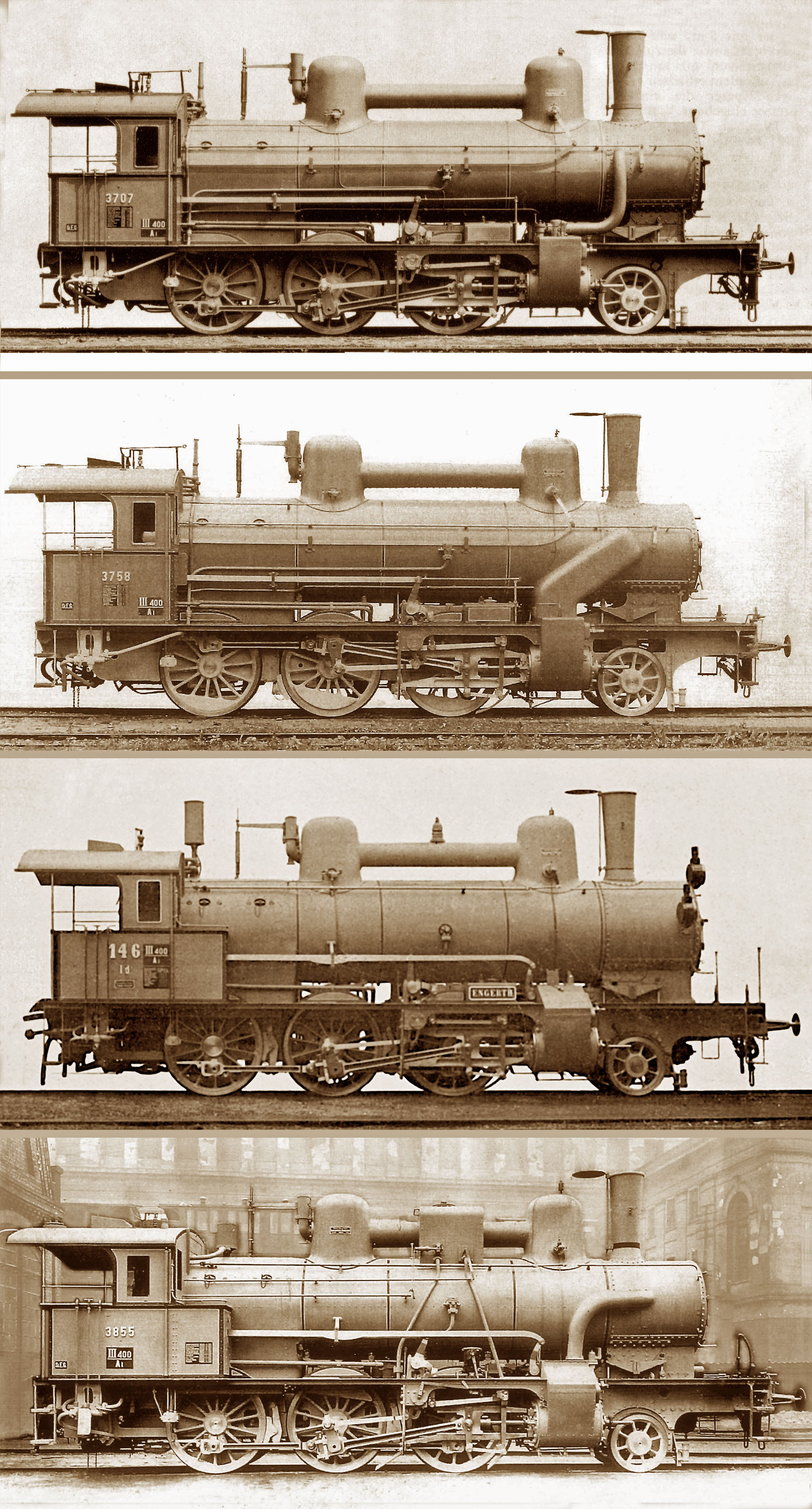
Lokomotivy StEG 3707, 3758, ATE Id 146, StEG 3855 v porovnání (u ČSD 344.307, 334.207, 334.402 a 344.204 (tovární fotografie z let 1900–1905).

### Řada 37.0 StEG (čísla 01–21)
V letech 1899 až 1902 byly vyrobeno 21 kusů ve dvojčitém provedení na mokrou páru. StEG je označila řadou 37 (čísla 3701–3721), u rakouských státních drah obdržely řadu 560.01–21, u ČSD 344.301–20. Lokomotivy měly dvouválcový dvojčitý parní stroj s válci o průměru 490 mm s plochými šoupátky. Jejich činnost řídil rozvod Heusinger. Hnací dvojkolí bylo druhé spřažené.

### Řada 37.5 StEG
Lokomotivy byly od počátku dodávány ve dvou variantách. Druhá z nich, vyrobená ve stejné době, dostala řadu 37.5 (3751–3771, u kkStB 560.51–71, ČSD 334.201–220), obdržela dvouválcový sdružený parní stroj s Gölsdorfovým rozjížděcím zařízením. Vysokotlaký válec o průměru 520 mm byl vpravo, nízkotlaký s průměrem 790 mm vlevo. Trubky přestupníku u nich byly pod nápadnými, mohutnými plechovými kryty společně s přítokovým a výfukovým potrubím válců.

### Řada Id ATE
V roce 1902 byly v lokomotivce StEG vyrobeny dvě lokomotivy pro Ústecko-teplickou dráhu (ATE). Stroj Id 145 ATE "GHEGA" měl dvojčitý parní stroj a až na menší odlišnosti podle zvyklostí a požadavků zákazníka odpovídal řadě 37 StEG. Druhá lokomotiva, Id 146 ATE "ENGERTH" dostala parní stroj trojválcový sdružený, s vysokotlakým válcem uloženým šikmo mezi rámem a pohánějícím první spřažené dvojkolí přes zalomenou nápravu. Jeho ploché šoupátko ovládal samostatný kulisový rozvod Stephenson na pravé straně. Ojnice nízkotlakých válců vně rámu zabíraly do čepů druhého dvojkolí. Přívodní a výfukové trubky parního stroje byly skryty uvnitř dýmnice. Přibyl šroubový mazací lis Mollerup k mazání vysokotlakého válce a rozjezdové zařízení systému Borries. Přestavný stojan rozvodů zasahoval vpravo před budku a byl kryt plechovým představkem. Obě lokomotivy byly u ČSD vedeny jako 334.401–402.
Další lokomotivy vyráběné od roku 1905 už byly vybaveny automatickou rychločinnou sací brzdou vz. 1902 a maximální rychlost měly zvýšenou na 70 km/h.

### Řada 38.5 StEG
Po vzoru stroje Id 146 ATE si i StEG nechala v roce 1905 postavit 10 sdružených lokomotiv na mokrou páru, v trojválcovém provedení, s drobnými vylepšeními podle zkušeností z provozu. Charakteristický pro ně byl jeden velký písečník na kotli, uprostřed mezi parními dómy. Přidělena jim byla čísla 3851–3860 (kkStB 660.01–10, ČSD 344.201–208) a domovská výtopna Stadlau na východním okraji Vídně.

### Řada 37.0 StEG (čísla 22–34)
Akutní nedostatek spolehlivých lokomotiv vedl StEG v roce 1906 k objednávce ještě dalších 13 dvojčitých lokomotiv 1'C, ještě na mokrou páru. Proti provedení z let 1899–1902 už měly automatickou sací brzdu a tedy povolenou maximální rychlost 70 km/h. Do provozu byly zařazeny s čísly 3722–3734 (kkStB 560.22–34, ČSD 344.321–32).

### Řada 38.0 StEG

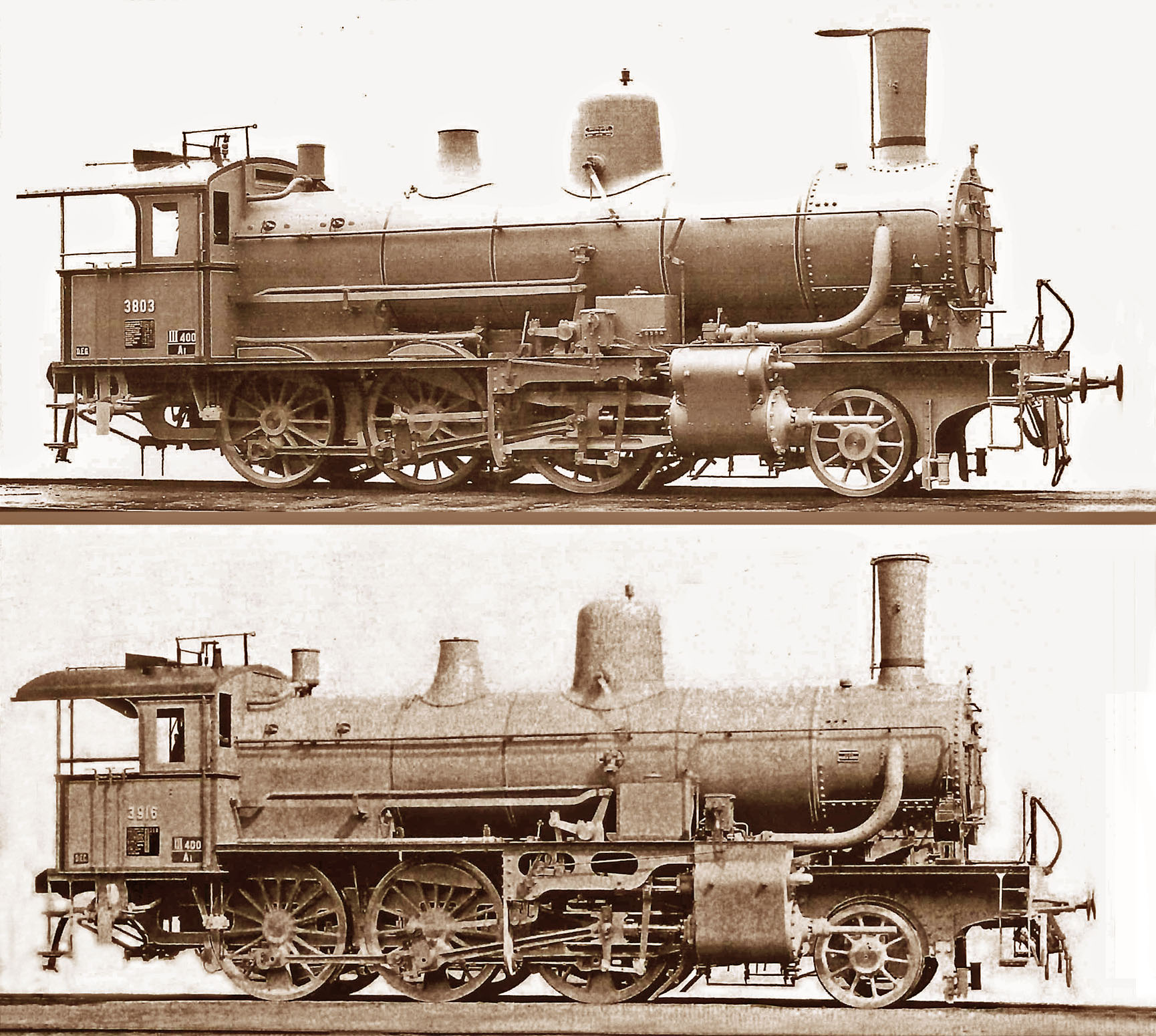
Lokomotivy StEG 3803 a 3916 (kkStB 760.03 a 228.16,ČSD 344.103, 344.016), tovární foto 1906–1907

Konstrukci lokomotivy na přehřátou páru, požadovanou už v roce 1904, dokončila lokomotivka StEG už pod vedením konstruktéra Richarda Schönebergera až v roce 1906. Tři vyrobené prototypy byly ve výtopně Stadlau v provozu porovnávány s řadou 38.5, s kladným výsledkem. Sériová výroba následovala v letech 1908 a 1909, továrna tak dodala celkem 43 dvojčitých strojů označených jako 3801–3843 (po roce 1912 u kkStB řada 760, ČSD 344.101–143). Hlavním vylepšením proti předchozím lokomotivám bylo použití velkotrubného Schmidtova přehřívače a s tím související nutné úpravy kotle, dýmnice a parního stroje. Rošt v topeništi měl přední pole sklopné. Parní dóm byl nově jediný, pojistné ventily Pop-Coale se přemístily do kuželového krytu na zadní prstenec ležatého kotle. Stejně jako u řady 39 byly od čísla 04 ochozy výše – až nad koly – a pro ložiska pákoví rozvodu a uchycení pravítek křižáku pod nimi přibyly masivní, vzhledově charakteristické podélné nosiče se dvěma oválnými výřezy. Zcela nový parní stroj měl pístová šoupátka s vnitřním vstupem páry v jednom odlitém bloku spolu s válci. K mazání sloužil Friedmanův lis na pravém ochozu.

### Řada 39.0 StEG
Po zkušenostech z provozu prototypů řady 38 bylo roku 1907 vyrobeno 20 lokomotiv pro vedení osobních vlaků. K tomu měly větší průměr kol a maximální rychlost 75 km/h. Kotel byl položen o 5 cm výše, bržděna byla všechna tři spřažená dvojkolí. Přiděleny byly do výtopen ve Vídni a Brně. Změny v konstrukci se v provozu příliš neosvědčily, vzhledem k nižší tažné síle byly rozjezdy obtížnější a pro neklidný chod jim byla snižována maximální rychlost na 70 nebo 60 km/h. Lokomotivy 3901–3920 StEG byly u kkStB označeny jako 228.01–20, ČSD 344.001–020. Další objednávky tak zněly opět na řadu 38.

## Úpravy a přestavby
Už u kkStB byl u lokomotiv tlak v kotli byl sjednocen na 13 barů. Na některé z nich se dosazovaly baňaté komíny kvůli omezení úletu jisker při spalování méně kvalitního uhlí, u ČSD ale byly opět nahrazovány rovnými litinovými s korunkou. Také byly u strojů z prvních sérií zřizovány nové, větší písečníky s mechanickým ovládáním.
U ČSD bylo od roku 1927 na lokomotivy montováno zařízení tlakové brzdy pro vlak Knorr nebo Hardy, přibyly tak vzduchojemy na ochozech a vlevo kompresor. Příležitostně byly při opravách dodávány pojišťovací ventily Pop Coale místo pérových a mazací lisy místo kondenzačních maznic. Po roce 1945 přibyla i turbínka pro elektrické osvětlení, pískování se u některých strojů upravilo na oboustranné. Různě upravovány byly v provozu starší varianty tendrů řady 313.1 kvůli zvětšení uhláku a vhodnější úpravě plnících kapes vodojemu.
S provozem dvojčitých lokomotiv obou provedení byla obecně spokojenost. Problémové a neoblíbené sdružené lokomotivy dílny ČSD v České Třebové na dvojčité přestavovaly, u tříválcových strojů se přitom vysokotlaký válec zpravidla jen zaslepil. Vzniklo tak z řad 344.2 a 334.4 v letech 1927–29 dalších 6 lokomotiv řady 344.3 (čísla 33–38) na sytou páru a z řad 344.2 a 334.2 dalších 13 strojů 344.1 (čísla 47–59) už s přehřívačem v letech 1930–31 a 1936–40.

## Provoz
StEG umístila lokomotivy 38.5 do výtopny Stadlau, stroje ostatních řad rozdělila mezi Bubny, Meziměstí a Podmokly. U kkStB se staly jejich hlavními působišti Česká Třebová a Brno, pro řadu 228 pak Meziměstí. K faktickému přeznačení na řady kkStB došlo až od 1912. Tři lokomotivy řady 560/560.5 zůstaly po 1.světové válce v Itálii (řada FS 607), kde byly do roku 1925 vyřazeny. Po rozpadu monarchie přešly všechny lokomotivy řad 560, 760, 228 a 8 strojů řady 660 k ČSD. Dvě svoje zbylé lokomotivy řady 660 vyřadily BBÖ roku 1927.
Obě lokomotivy Id ATE zajišťovaly osobní dopravu na liberecké trati do roku 1909, poté byly přesunovány na výkony v působnosti služeben Teplice, Ústí nad Labem nebo Lovosice. Na svých místech je ČSD ponechaly i po zestátnění Ústecko-teplické dráhy v roce 1923.
ČSD využívaly lokomotivy spíše pro dopravu rychlých a manipulačních nákladních vlaků a pro posun, novější lokomotivy 344.0 a .1 s přehřívačem i v osobní dopravě. Upřednostňovány byly verze s dvojčitým parním strojem (344.0, .1 a .3). Lokomotivy sdružené (334.2 a 344.2) zasahovaly do provozu méně, byly často jen remizovány a posléze buď přestavěny na dvojčité, nebo rušeny.
Polovinu lokomotiv 344.1 přesunuly ČSD z České Třebové a Brna na začátku 20. let do výtopen Trutnov a Česká Lípa. Po roce 1927 byly stroje býv. řad 560 a 760 dále přemisťovány do Prahy a na severozápad Čech. Po záboru Sudet bylo všech 58 lokomotiv řad 344.0 a 344.3 předáno Říšským drahám (DRB 37.001–020 a 57.001–038) a dále využíváno na tratích mezi Českou Lípou a Chebem. Stroje 344.1 byly v roce 1939 vráceny do vnitrozemí. Jejich dislokace byla pestřejší. Po kratší či delší dobu byly vypravovány ze služeben Veselí n. M., Bzenec, Kunovice, Brno, Hrušovany n. J., Jihlava, Havlíčkův Brod, Veselí n.L., Česká Třebová, Lanškroun, Choceň, Pardubice, Hradec Králové, Trutnov, Meziměstí, Letohrad, Chlumec n. C., Kolín, Praha střed, Praha Vršovice, Kralupy n. Vlt., Lužná-Lišany, Nymburk, Všetaty, Česká Lípa, Děčín, Ústí n. L., Lovosice, Louny, Chomutov, Žatec, a dalších.
Řada 344.3 dosloužila do poloviny 50. let 20. století. Stroje 344.0 a 344.1 se v provozu udržely do poloviny 60. let. Ca. desítka lokomotiv poté ještě posloužila jako vytápěcí a vymývací kotle.

## Technické údaje lokomotiv řad 37–39
Vybrané technické údaje
| Řada                             | 37.5 StEG / 560.5 kkStB / 334.2 ČSD                    | Id ATE / 334.4 ČSD                           | 39 StEG / 228 kkStB / 344.0 ČSD      | 38 StEG / 760 kkStB / 344.1 ČSD               | 38.5 StEG / 660 kkStB / 344.2 ČSD | 37 StEG / 560 kkStB / 344.3 ČSD                                     |
| -------------------------------- | ------------------------------------------------------ | -------------------------------------------- | ------------------------------------ | --------------------------------------------- | --------------------------------- | ------------------------------------------------------------------- |
| tovární označení                 | Type 144                                               | (01:) Type 143, (02:) Type 153               |                                      |                                               | Type 153                          | Type 143                                                            |
| výrobní čísla StEG a roky výroby | 2797–2801, 2843–45/00, 3937–41/01, 2995–97, 3028–32/02 | 2972–73/02                                   | 3368–3383, 3433–3436/07              | 3250–52/06, 3509–26/08, 3595–3616/09          | 3163–3172/05                      | 2792–96/99, 2840–42/00, 2932–36/01, 2992–94, 3033–37/02, 3237–49/06 |
| počet vyrobených kusů            | 21                                                     | 1+1                                          | 20                                   | 43 (+13 rekonstrukce z řady 334.2)            | 10                                | 34 (+6 rekonstrukce z řad 344.2, 334.4)                             |
| označení DRB (1939–45)           |                                                        | 54.537–538                                   | 37.301–320                           |                                               | 54.533–536                        | 54.501–532                                                          |
| období provozu                   | 1900–1949                                              | 1902–1929                                    | 1907–1966                            | 1906–1967                                     | 1905–1932                         | 1899–1957                                                           |
| prázdná hmotnost                 | 46,4 t                                                 | (01:) 45,8 t, (02:) 48,5 t                   |                                      |                                               |                                   | (01–21:) 46,2–46,6 t, (22–34:) 45,4 t                               |
| hmotnost ve službě               | 51,9–52,3 t                                            | (01:) 52,0 t, (02:) 55,6 t                   | 53,6 t                               | (01–43:) 53,2–53,6 t, (44–46:) 54,2 t         | 55,7 t                            | (01–32:) 51,4–52,1 t, (33–38:) 54,5 t                               |
| adhezní hmotnost                 | 40,6 t                                                 | (01:) 41,4 t, (02:) 41,9 t                   | 42,2 t                               | 42,2 t                                        | 42,0 t                            | (01–32:) 40,6 t, (33–38:) 42,6 t                                    |
| délka přes nárazníky             | 10992 mm                                               | 10974 mm                                     | 10745 mm                             | (01–43:) 10744 mm (47–58:) 10992 mm           | 11009 mm                          | 10974 / 10992 mm                                                    |
| výška                            | 4580 mm                                                | 4570 mm                                      | 4 570 mm                             | (01–43:) 4546 mm, (47–58:) 4560 mm            | 4570 mm                           | 4 570 mm                                                            |
| uspořádání                       | 1’C m2s                                                | (01:) 1’C m2, (02:) 1’C m3s                  | 1’C p2                               | 1’C p2                                        | 1’C m3s                           | 1’C m2                                                              |
| maximální rychlost               | 60 km/h                                                | 60 km/h                                      | (01–16:) 75 km/h, (17–20:) 70 km/h   | 70 km/h                                       | 70 km/h                           | (01–21:) 60 km/h, (22–34:) 70 km/h                                  |
| přetlak páry                     | 13 bar                                                 | 13 bar                                       | 11,5 bar, pak 13 bar                 | 11,5 bar, pak 13 bar                          | (01:) 12 bar, (02–:) 13 bar       | (01–21:) 12 bar, (22–34:) 13 bar                                    |
| počet kouřovek /žárnic           | 231/–                                                  | 231/–                                        | 139/21                               | 139/21, (47–48:) 122/19                       | 229/–                             | (01–20:) 231/–, (22–34:) 229/–                                      |
| počet a průměr válců             | 520/790 mm                                             | (01:) 2× 490 mm (02:) 490 mm/2×580 mm        | 2× 520 mm                            | 2× 520 mm                                     | 490 mm/2×580 mm                   | 2× 490 mm                                                           |
| zdvih pístů                      | 650 mm                                                 | 650 mm                                       | 650 mm                               | 650 mm                                        | 650 mm                            | 650 mm                                                              |
| rozvod                           | Heusinger                                              | (01:) Heusinger, (02:) Heusinger +Stephenson | Heusinger                            | Heusinger                                     | Heusinger +Stephenson             | Heusinger                                                           |
| Průměr spřažených dvojkolí       | 1440 mm                                                | 1440 mm                                      | 1540 mm                              | 1440 mm                                       | 1440 mm                           | 1440 mm                                                             |
| Průměr běhounů                   | 995 mm                                                 | (01:) 875 mm, (02:) 830 mm                   | 995 mm                               | 995 mm                                        | 995 mm                            | 995 mm                                                              |
| topeniště                        | 11,8 m²                                                | 11,8 m²                                      | 11,8 m²                              | 11,8 m²                                       | 11,8 m²                           | 11,8 m²                                                             |
| přehřívač                        | —                                                      | —                                            | (01–16:) 33,5 m², (17–20:) 30,3 m²   | 33,5 m², (47–48:) 30,3 m²                     | —                                 | —                                                                   |
| trubky                           | 173,2 m²                                               | 173,2 m²                                     | (01–16:) 139,9 m², (17–20:) 124,1 m² | 139,9 m², (47–48:) 139,2 m²                   | 171,7 m²                          | (01–21:) 173,2 m², (22–34:) 171,7 m²                                |
| celková plocha                   | 185,0 m²                                               | 185,0 m²                                     | (01–16:) 151,7 m², (17–20:) 135,9 m² | 185,2 m², (47–48:) 181,3 m²                   | 183,3 m²                          | (01–21:) 185,0 m², (22–34:) 183,5 m²                                |
| rošt                             | 2,7 m²                                                 | 2,7 m²                                       | 2,7 m²                               | 2,7 m²                                        | 2,7 m²                            | 2,7 m²                                                              |
| lokomotivní brzda                | ssací+ruční na tendru                                  | ssací+ruční na tendru                        | ssací+ruční na tendru                | ssací+ruční na tendru                         | ssací+ruční na tendru             | ssací+ruční na tendru                                               |
| vlaková brzda                    | jednoduchá ssací                                       | jednoduchá ssací                             | samočinná ssací vz.1902              | samočinná ssací vz.1902; od r. 1927 i tlaková | samočinná ssací vz.1902           | (01–21:) jednoduchá ssací, (22–34:) samočinná ssací vz.1902         |
| tendr                            | 37 StEG, 72 kkStB, 313.1 ČSD                           | Id ÚTD, 313.205–06 ČSD                       | (01–11, 17–20:) 72 kkStB, 713.0 ČSD  | 72 kkStB, 713.0 ČSD                           | (51–53:) 72 kkStB, 313.1 ČSD      | (01–21:) 37 StEG, 72 kkStB, 313.1 ČSD                               |